# 永兴镇 (遂宁市)
永兴镇，是中华人民共和国四川省遂宁市船山区下辖的一个乡镇级行政单位。2019年9月，将永兴镇二教寺村、苟桥村、姜家巷村、马田村、任家渡村、水寨门村、歇马庙村、洋渡村、中脊村、钟灵寺村所属行政区域划归杨渡街道管辖。

## 行政区划
永兴镇下辖以下地区：
东兴社区、灵通村、应龙村、五星村、马鞍村、界牌村、蒙桥村、青龙井村、字库村、蒲草沟村、明镜村、田湾村、小埝村、扭柏村、长庙村、磨盘村、元宝村、箩篼埝村、石长沟村、安国寺村、白鹤林村、大面沟村、长五间村、柏山村、道湾村、蓬沟村、欧阳祠村和清源村。